# Remolino (España)
Remolino es un lugar del municipio español de Villarcayo de Merindad de Castilla la Vieja, perteneciente a la provincia de Burgos, en la comunidad autónoma de Castilla y León.

## Historia
Hacia mediados del siglo XIX, el lugar, por entonces perteneciente al ayuntamiento de Merindad de Castilla la Vieja, tenía contabilizada una población de 42 habitantes. Aparece descrito en el decimotercer volumen del Diccionario geográfico-estadístico-histórico de España y sus posesiones de Ultramar de Pascual Madoz con las siguientes palabras:

REMOLINO: l. de la prov., dióc., aud. terr. y c. g. de Búrgos (12 1/2 leg.), part. jud. de Villarcayo (1), y ayunt. de la merindad de Castilla la Vieja (5/4). sit. al pie de una gran colina llamada Porterin, que se estiende á la orilla del r. Ebro, reinan los vientos del N. y O.; su clima no es muy frio, las enfermedades comunes constipados y pulmonías. Tiene 14 casas; una igl. parr. (San Martin), unida á la de Incinillas, servidas por un cura párroco y un sacristan, que residen en dicho Incinillas, y un cementerio. Los moradores se surten de las aguas del espresado r. Ebro, no obstante de haber una pequeña fuente. Confina el térm. N. Incinillas; E. Ocina; S. Valdenoceda, y O. granja de Rioseco. El terreno es secano y flojo: hay un puente llamado el Hayadal, poblado de hayas. caminos: los de pueblo á pueblo; y las cartas se reciben de la cap. del part. por los mismos particulares. prod.: centeno, patatas, lino y algunas legubmres: cria ganado de cerda; caza de perdices y palomas torcaces, y pesca de truchas, barbos, anguilas y otros peces menores. ind.: la agrícola. pobl.: 10 vec., 42 alm. cap. prod.: 257,000 rs. imp.: 25,227.
(Madoz, 1849, p. 411)

En la actualidad, pertenece al municipio de Villarcayo de Merindad de Castilla la Vieja.